# Alec Năstac
Alexandru „Alec” Năstac (ur. 2 kwietnia 1949 w Cavadinești) – rumuński bokser, medalista olimpijski z 1976.

## Kariera sportowa
Alec Năstac walczył w wadze średniej (do 75 kg). Rozpoczął międzynarodową karierę bokserską na mistrzostwach Europy w 1971 w Madrycie, gdzie zdobył srebrny medal po przegranej w finale z Juozasem Juocevičiusem reprezentującym ZSRR. Na igrzyskach olimpijskich w 1972 w Monachium nie odniósł sukcesu, bo przegrał pierwszą walkę z Alejandro Montoyą z Kuby przez nokaut. Ponownie zdobył srebrny medal na mistrzostwach Europy w 1973 w Belgradzie, gdzie w finale pokonał go Wiaczesław Lemieszew z ZSRR.
Na pierwszych mistrzostwach świata w 1974 w Hawanie Năstac również wywalczył srebrny medal (w finale przegrał z Rufatem Riskijewem z ZSRR). Na igrzyskach olimpijskich w 1976 w Montrealu zdobył brązowy medal po przegranej walkowerem w półfinale z Michaelem Spinksem z USA.
Năstac był mistrzem Rumunii w latach 1969, 1971, 1972, 1973 (w wadze półciężkiej), 1975, 1976 i 1977.